# Caracar
Caracar (bulharsky Царацар), též Demir Baba, Krapinec, je řeka v severovýchodním Bulharsku. Pramení na Samuilovských výšinách a teče Ludogorskou plošinou do Dolnodunajské nížiny, kde je její tok jen občasný. Vlévá se do Dunaje jako jeho pravý přítok. Její délka je 108 km, což ji řadí na 25. místo mezi bulharskými řekami.

## Průběh toku
Řeka Caracar pramení pod názvem Karapanča v nadmořské výšce 382 m u jihozápadní části obce Chărsovo v obštině Samuil, v severní části Samuilovských výšin. Teče hlubokým kaňonovitým údolím, vyhloubeným do aptského vápence, nejprve na sever k lovecké chatě Irichisar, poté na severovýchod k městu Glavinica. Pak se stáčí se na západ k silnici Kubrat–Tutrakan a znovu na sever. Za vesnicí Stefan Karadža ztrácí stálý tok a odtud pokračuje jako vyschlé údolí. Do Dunaje se vlévá vpravo (v říčním kilometru 435) v nadmořské výšce 11 m, západně od Tutrakanu, naproti bulharskému ostrovu Radecki. Řeka protéká výhradně územím historické a geografické oblasti Ludogorie.

## Povodí
Plocha povodí řeky Caracar je 1 062,2 km², což představuje 0,1 % povodí Dunaje.

## Přítoky
Hlavní přítoky – → levý přítok, ← pravý přítok:
- → Vojna (Ludňa)
- → Čairlăk (Tekedere).

## Vodní režim
Odtokový režim řeky je dešťovo-sněhový, ale je také napájena četnými krasovými prameny, které jsou částečně zachycovány, což na rozdíl od ostatních řek v Ludogorii a Dobrudži přispívá k tomu, že hladina vody v jeho korytě je mnohem nižší než v ostatních vodních tocích. Průměrný roční průtok u obce Malăk Porovec je velmi malý, pouze 0,063 m³/s.

## Sídla
Podél řeky se nachází 9 vesnic:
- Razgradská oblast

- Obština Samuil – Chărsovo
- Obština Isperich – Goljam Porovec, Malăk Porovec, Dragomaž
- Obština Zavet – Ivan Šišmanovo

- Silisterská oblast

- Obština Glavinica – Osen, Stefan Karadža
- Obština Tutrakan – Belica, Staro Selo

## Hospodářský význam
V horním a zejména dolním toku řeky se její vody využívají k zavlažování, přičemž podél samotné řeky a několika jejích přítoků je vybudováno mnoho malých přehrad.
Na území obce Staro Selo, v délce 9,6 km podél údolí řeky, prochází část silnice druhé třídy č. 49 státní silniční sítě Tărgovište – Razgrad – Tutrakan.

## Ostatní
V oblasti Sborjanovo, poblíž obce Sveštari, v obštině Isperich, se nachází muslimská svatyně Demir Baba Teke a thrácká hrobka Sveštarska grobnica. V hranicích chráněného loveckého revíru Irichisar, podél strmých skalnatých břehů řeky, se nacházejí četné přírodní jeskyně a zajímavé skalní útvary.